# Neomarica humilis
Neomarica humilis là một loài thực vật có hoa trong họ Diên vĩ. Loài này được (Klatt) Capell. mô tả khoa học đầu tiên năm 2003.